# SENS Research Foundation
SENS Research Foundation är en ideell organisation som driver forskningsprogram och PR-arbete för tillämpningen av regenerativ medicin inom åldrande. Det grundades 2009 och ligger i Mountain View, Kalifornien, USA. Organisationen publicerar sina rapporter årligen.

## Historia
Innan stiftelsen grundades i mars 2009 bedrevs SENS-forskningsprogrammet huvudsakligen av Methuselah Foundation, som grundades av Aubrey de Grey och David Gobel.
När SENS-föryngringsmetoden tillkännagavs på 2000-talet, fick den stöd av vissa biogerontologer. Många andra hävdade dock att de slutgiltiga målen för de Greys program var alltför spekulativa med tanke på teknikens dåvarande tillstånd, och beskrev det som 'fantasi snarare än vetenskap'. I mitten av 2010-talet fick föryngringsmetoden fäste med flera startupföretag som skapades utifrån SENS-forskningsresultat. År 2021 utlovade entreprenören Michael Greve ytterligare 300 miljoner euro till startupföretag inom föryngringsbioteknik. Samma år tilldelades Underdog Pharmaceuticals, ett startupföretag som knoppades av ur ett forskningsprogram vid SENS Research Foundation, ett innovationspass från Storbritanniens läkemedels- och hälsovårdsprodukttillsynsmyndighet (United Kingdom Medicines and Healthcare products Regulatory Agency), vilket avser att effektivisera godkännandeprogrammet för lovande behandlingar. I augusti 2021 blev Aubrey de Grey avstängd från stiftelsen. VD:n för SENS Research Foundation, Jim O'Neill, slutade i juli föregående år, samtidigt som de Grey avstängdes. I oktober 2024 tillkännagav SENS Research Foundation och Lifespan.io (Lifespan Extension Advocacy Foundation) att en sammanslagning hade slutförts. Den nyligen sammanslagna organisationen heter Lifespan Research Institute. Bland grundarna finns Lisa Fabiny-Kiser och Stephanie Dainow.

## Mål
Enligt organisationens webbplats är dess mål att "hjälpa till att bygga den industri som ska bota åldrandesjukdomar". Den finansierar forskning och använder uppsökande verksamhet och utbildning för att påskynda de olika forskningsprogrammen inom regenerativ medicin som tillsammans utgör SENS-projektet. Stiftelsen driver även sitt eget studentprogram, SRF Education.

## Forskning

### Forskningsprogram
SENS Research Foundation (SRF) bedriver forskningsprojekt som motsvarar de sju kategorierna av cellskador på grund av åldrande:
| Åldringsskador                  | Forskningsprogram | Beskrivning och relaterade spin-off-företag |
| ------------------------------- | ----------------- | --- |
| Cellförlust och cellatrofi      | RepleniSENS       | - Stamceller och Vävnadsrekonstruktion - SRF hjälper till att finansiera Hebert-laboratoriet vid Albert Einstein College of Medicine som syftar till att återställa och regenerera neocortex. |
| Delningsbesatta celler          | OncoSENS          | - OncoSENS lösning är att i förebyggande syfte ta bort generna för telomerförlängningsmaskineriet. - OncoSenXs (avknoppning från Oisin Biotechnologies, ett startupföretag finansierat av SENS) självmordsgenterapi resulterar i 75–90 % minskning av tumörer hos möss. |
| Dödsresistenta celler           | ApoptoSENS        | - Oisin Biotechnologies (en startup finansierad av SENS) har en precis målsökningsteknik som är baserad på DNA-uttryck i åldrande celler. |
| Mitokondriella mutationer       | MitoSENS          | - Allotopiskt uttryck av 13 proteiner - Det första koncepttestet med ATP8- och ATP6-generna lyckades. Forskningen publicerades i den vetenskapligt granskade tidskriften Nucleic Acids Research. - Mitokondrietransplantationsprojektet syftar till att dra nytta av kroppens naturliga process för mitokondrieutbyte för hälsosam mitokondrietransfusion.                                                                                              |
| Intracellulära avfallsprodukter | LysoSENS          | - Ichor Therapeutics utvecklar reparationsterapi för åldersförändringar i gula fläcken. - Underdog Pharmaceuticals fick ett Innovation Passport, en accelererad regulatorisk process från den brittiska regeringen för lovande behandlingar, för ett småmolekylärt läkemedel för behandling av åderförkalkning genom att rensa arteriella plack. Underdog och SRF fick ett anslag från National Institutes of Health för att fortsätta denna forskning. |
| Extracellulära avfallsprodukter | AmyloSENS         | - Projektet Degradation of Tau Aggregates syftar till att avlägsna aggregerade tau-proteiner, vilka är en del av åldersrelaterad kognitiv nedgång, Alzheimers sjukdom och andra tauopatier. |
| Extracellulär matrixförstyvning | GlycoSENS         | - Revel Pharmaceuticals utvecklar läkemedel som kan klyva tvärbindningar i avancerade glykationsslutprodukter. |

### Forskningssamarbete
Förutom forskning som bedrivs internt vid forskningscentret i Mountain View har SRF även deltagit i och/eller selektivt finansierat extern forskning vid flera olika institutioner som Yale University, Harvard University, Cambridge University, University of Texas, Rice University och University of Arizona.

### Forskningsrådgivande nämnd
I SENS Research Foundations forskningsrådgivande styrelse ingår Pedro JJ Alvarez, Anthony Atala, George Church, Judith Campisi, William A. Haseltine, Brian K. Kennedy, Jeanne Loring, María Blasco Marhuenda, Bruce Rittmann, Nadia Rosenthal, Rudolph E. Tanzi, Michael West, Vladimir och Jan D Vijg.

## Finansieringskälla
På grund av det nära samarbetet mellan SENS Foundation och Methuselah Foundation och deras gemensamma aktiviteter, uppstår det ibland missförstånd när man läser artiklar och offentliga rapporter om deras budgetar, inriktningar och belopp för donationer som kan fördelas mellan dessa organisationer för olika ändamål.
Den 9 december 2010 utlovade Jason Hope, en entreprenör baserad i Scottsdale, Arizona, en donation på 500 000 dollar.
År 2011 ärvde Aubrey de Grey 16,5 miljoner dollar efter sin mors död. Av detta avsatte han 13 miljoner dollar för att finansiera SENS-forskning, vilket år 2013 ledde till att SRF:s årliga budget ungefär fördubblades till 4 miljoner dollar.
Enligt SRF:s årsrapporter,
- År 2017 var dess intäkter 7 871 530 dollar och utgifterna 3 915 682 dollar (2 146 412 dollar för forskning, 920 533 dollar för utbildning, 172 380 dollar för uppsökande verksamhet, 676 534 dollar för administration).
- år 2018 – oklart, årsredovisningen innehåller inte denna information.[2]
- År 2019 var dess intäkter 2 683 611 dollar och utgifterna 4 361 258 dollar (2 331 364 dollar för forskning, 859 222 dollar för utbildning, 642 056 dollar för uppsökande verksamhet, 582 616 dollar för administration).[3]

Pineapple Fund donerade 2 miljoner dollar till SENS under 2017–18, utöver 1 miljon dollar som donerades till Methuselah Foundation.
Ethereums medgrundare Vitalik Buterin donerade 2,4 miljoner dollar år 2018. År 2020 donerade Vitalik Buterin tillsammans med Sam Bankman-Fried och Haseeb Qureshi totalt 150 000 dollar till SENS Research Foundation för att bekämpa åldrande och åldersrelaterade sjukdomar, efter val av Twitter-användare genom öppen omröstning.
År 2020 donerade Oculus medgrundare Michael Antonov 1 miljon dollar, varav 600 000 dollar var en matchningsdonation.